# Dioctria humeralis
Dioctria humeralis là một loài ruồi trong họ Asilidae. Dioctria humeralis được Zeller miêu tả năm 1840. Loài này phân bố ở vùng Cổ Bắc giới.